# Hans von Coninxloo
Hans von Coninxlow (* vermutlich um 1540 in Antwerpen; † vor dem 10. Dezember 1595 in Emden) war ein niederländischer Maler, der den Emder Zweig dieser Künstlerfamilie begründete.

## Leben
Hans von Coninxlow war einer der Söhne des Antwerpener Malers Jan van Coninxloo. Sein Bruder war der (bekanntere) Maler Gillis van Coninxloo. Hans wurde 1555 Mitglied der Lukasgilde in Antwerpen und ist dort bis 1571 belegt. 1571 wechselte er nach Emden und wurde dort als Bürger und zunächst als Freimeister angenommen. 1595 wird er noch als Oldermann des Amtes der Schilder- und Glasemaker in der Amtsrolle geführt und 1596 als verstorben erwähnt. Mit seinen mehrheitlich gleichnamigen Abkömmlingen begründete er den Zweig der Künstlerfamilie von Coninxloo in Emden. Der Kunsthistoriker Theodor Riewerts sah eine enge stilistische Verbindung Coninxloos zu Marten van Achten und folgerte daraus einen gemeinsamen Weg in der Ausbildung.